# Michel et Thierry
Michel et Thierry est une série de bande dessinée franco-belge d'aventures créée par Arthur Piroton (dessin) et Charles Jadoul (scénario), publiée dans l'hebdomadaire jeunesse Le Journal de Spirou de 1962 à 1968, éditée partiellement en album par les éditions Dupuis en 1963 et par les éditions Bédéscope en 1979, puis intégralement par les éditions Hibou entre 2012 et 2017.
La série conte les aventures de deux passionnés d’aéromodélisme, amenés à utiliser leurs talents pour combattre le crime et sauver le monde.

## Description

### Résumé
La série a pour personnages principaux deux passionnés d’aéromodélisme, Michel Camargue (un Français) et Thierry Welter (un jeune adolescent belge), qui, après avoir été adversaires dans le Grand Raid, une course d'avions modèles réduits téléguidés, deviennent amis et vont vivre des aventures où ils utiliseront leurs talents dans les domaines de l’aéromodélisme, de l’aviation et la balistique pour devenir de véritables redresseurs de torts. Ils vont ainsi combattre des voleurs de bijoux (Mylène et ses carats), arrêter un pyromane (Le Boutefeu), s'opposer à un savant fou qui transforme les nuages en hydrogène (La Pluie était sèche), intervenir pour protéger un royaume isolé (Les Saint–Bernard du toit du monde), libérer les otages d'un bateau (Les Otages du José–Antonio)…

### Personnages
Michel Camargue
âgé d'environ trente ans, sérieux, apparemment célibataire sans attaches autres qu'un frère qu'il aide à exploiter une plantation d'abricotiers, est un as de la petite aviation.
Thierry Welter
âgé de treize ans puis dix-sept ans dans les derniers épisodes, aussi habile dans le maniement des petits avions que son ami, qu'il accompagne dans ses aventures.
La mère de Thierry
toujours un peu inquiète pour son fils, mais qui peut compter sur le jugement de Michel Camargue pour s'éviter trop de nuits blanches.

## Historique
Au début des années 1960, Arthur Piroton collabore au Journal de Spirou en illustrant des articles didactiques, puis en dessinant des mini-récits complets pour La Mini Bibliothèque Spirou, avant d’illustrer plusieurs récits des Belles Histoires de l'Oncle Paul. Alors qu’il recherche de la documentation pour une série qu’il souhaite présenter au journal Spirou, son attention est attirée par des photos du premier championnat du monde d’aéromodélisme qui avait eu lieu près de Bruxelles. Trouvant « les perspectives superbes », il crayonne un premier dessin, puis une demi-planche sur ce thème, qu’il présente à Maurice Rosy, « donneur d'idées » des éditions Dupuis, qui se montre enthousiaste. C’est Yvan Delporte, alors rédacteur en chef du journal Spirou, qui pense à Charles Jadoul, qui était déjà auteur de certains mini-récits dessinés par Piroton, dont la formation de journaliste l'avait amené à rédiger de nombreux articles didactiques pour le journal et qui présente donc les qualités requises pour écrire une série avec un caractère documentaire, pour écrire les scénarios de cette nouvelle série, dont le premier épisode est publié dans le journal en 1962. Alors que Piroton est un passionné d’aéromodélisme, maquettiste d’avions et lauréat de plusieurs concours internationaux, Jadoul ne semble pas y trouver d’inspiration, bien qu'il s'agisse d'un domaine en pleine expansion avec le développement de l'électronique et des drones, et, dès le second épisode, le milieu du modélisme aérien est abandonné au profit d’un club de jeunes construisant des fusées miniatures. Malgré une présence constante dans le journal de Spirou, les lecteurs se désintéressent peu à peu de la série, tout comme Piroton qui finit par « s’ennuyer à la dessiner », et elle est arrêtée définitivement en 1968 après la publication de onze récits.
Un seul album est publié par les éditions Dupuis, Le Grand Raid, en 1963. Par la suite, les éditions Bédéscope publient quatre récits, en albums brochés en noir et blanc en 1979. L'intégralité des épisodes est finalement publiée, en couleurs, par les éditions Hibou, en cinq volumes entre 2012 et 2017.

## Postérité
La série est aujourd'hui oubliée et accessible uniquement par les éditions intégrales publiées par Hibou, qui sont des tirages limités. Pourtant, Patrick Gaumer estime qu'il s'agit d'une série qui ne manque pas d'intérêt, extrêmement documentée en ce qui concerne l'aéromodélisme, ménageant « un indispensable suspense, sans négliger un certain didactisme en vigueur alors dans l'hebdomadaire Spirou » et Gilles Ratier considère que ces aventures « n’ont rien perdu de leur charme d’antan » en relevant également que la série témoigne de l'importance donnée par Dupuis à l’idée de s’instruire en s’amusant. 
Dix ans après l'arrêt de Michel et Thierry, Arthur Piroton crée une autre série située dans le milieu de l'aéromodélisme, Les Casseurs de bois, avec la collaboration de Francis Carin pour le dessin et de Mittéï pour le scénario, série qui ne connaîtra pas davantage le succès.

## Publication

### Revues
- Le Journal de Spirou

| Numéro | Titre                              | Année | n° de Spirou   | Commentaire                                                        |
| ------ | ---------------------------------- | ----- | -------------- | ------------------------------------------------------------------ |
| 1      | Le Grand Raid                      | 1962  | n° 1239 à 1260 | dessins d'annonce de Roba sur couvertures du n° 1239 et du n° 1248 |
| 2      | Une tuyère pour Eurydice           | 1962  | n° 1261 à 1282 | dessins d'annonce de Roba sur couvertures du n° 1261 et du n° 1271 |
| 3      | La Pluie était sèche               | 1963  | n° 1301 à 1322 | dessin d'annonce de Roba sur couverture du n° 1301                 |
| 4      | Un royaume pour un puffin          | 1963  | n° 1327 à 1348 | dessins d'annonce de Roba sur couvertures du n° 1327 et du n° 1337 |
| 5      | Les Saint–Bernard du toit du monde | 1964  | n° 1363 à 1373 | dessin d'annonce de Roba sur couverture du n° 1363                 |
| 6      | Mylène et ses carats               | 1964  | n° 1374 à 1395 | dessin d'annonce de Roba sur couverture du n° 1374                 |
| 7      | Le Boutefeu                        | 1965  | n° 1400 à 1421 | dessins d'annonce de Roba sur couvertures du n° 1400 et du n° 1410 |
| 8      | Les Otages du José–Antonio         | 1965  | n° 1422 à 1449 | dessin d'annonce de Roba sur couverture du n° 1422                 |
| 9      | La Clinique du docteur Leeuwenberg | 1966  | n° 1469 à 1479 |                                                                    |
| 10     | La Coupe du Prince                 | 1966  | n° 1498 à 1509 | couverture du n° 1498                                              |
| 11     | Lafayette, nous voici              | 1968  | n° 1558 à 1584 |                                                                    |

### Albums
- éditions Dupuis

1. Le Grand Raid, 1963

- éditions Bédéscope, tirages limités à 1 500 exemplaires

1. Une tuyère pour Eurydice, 1979
2. La Pluie était sèche, 1979
3. Un royaume pour un puffin, 1979
4. Mylène et ses carats, 1979

- éditions Hibou

1. Intégrale 1, reprend Michel et Thierry contre le boutefeu, La Clinique du docteur Leeuwenberg et Les Saint-Bernard du toit du monde, avec dossier d'introduction sur Arthur Piroton de 6 pages initialement paru dans la revue Hop ! no 106 de juin 2005, tirage limité à 1 500 exemplaires, 2012
2. Intégrale 2, reprend Les Otages du José-Antonio et La Coupe du Prince, avec préface de 5 pages de Gilles Ratier, tirage limité à 1 500 exemplaires, 2013
3. Intégrale 3, reprend Le Grand Raid et Lafayette, nous voici, avec préface de 3 pages de Jean-Pierre Awouters, Président du Club Royal Petite Aviation Liégeoise, tirage limité à 1 500 exemplaires, 2013
4. Intégrale 4, reprend Une tuyère pour Eurydice et La Pluie était sèche, avec une préface de Jean Leturgie et une interview de 5 pages d'Arthur Piroton parue initialement dans la revue Circus n°30 de juin 1980. Tirage limité à 1 200 exemplaires, 2016
5. Intégrale 5, reprend Un royaume pour un puffin et Mylène et ses carats, avec un dossier sur le radioguidage des modèles réduits initialement paru en supplément dans Spirou no 1535 du 14 septembre 1967, tirage limité à 1 500 exemplaires, 2017